# Contea di Posey
La contea di Posey (in inglese Posey County) è una contea dello Stato dell'Indiana, negli Stati Uniti. La popolazione al censimento del 2010 era di 25 910 abitanti. Il capoluogo di contea è Mount Vernon.
È la contea più sud-occidentale dell'Indiana e confina con il Kentucky a sud e con l'Illinois ad ovest.